# Oberlandesgericht Kassel
Das Oberlandesgericht Kassel oder Oberlandesgericht Cassel, kurz OLG Kassel, war von 1879 bis 1945 ein deutsches Oberlandesgericht mit Sitz in Kassel.

## Geschichte

### Vorgeschichte
Seit 1746 bestand in Hessen-Kassel das Oberappellationsgericht Kassel als Oberappellationsgericht also als oberstes Gericht. Mit Ausnahme der Unterbrechung der Zeit von 1807 bis 1813 in der im Königreich Westphalen stattdessen der Appellationshof Kassel bestand, blieb das Oberappellationsgericht Kassel bis 1866 in seiner Funktion. Nach der Annexion Kurhessens durch Preußen 1866 wurde die Gerichtsstruktur der preußischen angegliedert. In Kassel wurde nun mit dem Appellationsgericht Kassel ein zweitinstanzliches Gericht geschaffen. Als erste Instanz dienten die in Amtsgerichte umbenannten bisherigen kurhessischen Justizämter und sechs neu geschaffene Kreisgerichte.

### Das Oberlandesgericht Kassel
Nach dem Inkrafttreten der Reichsjustizgesetze wurde mit dem Gesetz vom 4. März 1878 das Appellationsgericht aufgehoben und an seiner Stelle das Oberlandesgericht Kassel geschaffen. Es verfügte über einen Straf- und zwei Zivilsenate und gehörte damit zu den kleineren preußischen Oberlandesgerichten. Der Bezirk des OLG Kassel umfasste von der Provinz Hessen-Nassau den Regierungsbezirk Kassel (ohne die Kreise Rinteln und Schmalkalden) und den Kreis Biedenkopf vom Regierungsbezirk Wiesbaden sowie das Fürstentum Waldeck mit einer Fläche von insgesamt rund 11.060 km2 und einer Einwohnerzahl im Jahr 1895 von 862.892. Dem Oberlandesgericht nachgeordnet waren die Landgerichte Kassel, Hanau und Marburg und diesen 76 Amtsgerichte. Das Oberlandesgericht Kassel verfügte über einen Präsidenten, einen Senatspräsidenten und acht Räte.
Auf Grundlage der Verordnung der Reichsregierung über die Bildung von Sondergerichten vom 21. März 1933 wurden auch im Bezirk des OLG Kassel Sondergerichte gebildet, der OLG Kassel erhielt einen „politischen Senat“. Während seiner Gerichtstätigkeit (1933 bis Ende 1944) ordnete das Oberlandesgericht Kassel mindestens 1041 Hauptverhandlungen gegen 2980 Angeklagte an. [...] Es betraf in großem Umfang kommunistische und sozialdemokratische sowie bürgerliche Widerstandsstrukturen... Ab 1943 wurde auch zunehmend über Wehrkraftzersetzung geurteilt. Insgesamt wurden 15 Todesurteile, 1382 Gefängnis- und 1067 Zuchthausstrafen verhängt.
Im Jahre 1935 wurde das preußische Oberlandesgericht Kassel – wie alle Gerichte der deutschen Länder – direkt dem Reichsministerium der Justiz unterstellt, es wurde damit zu einer weisungsgebundenen Reichsbehörde. Zum 1. Oktober 1944 musste das Oberlandesgericht Kassel den größeren Teil des Landgerichtsbezirks Hanau an das Oberlandesgericht Frankfurt am Main abgeben. Diese Entscheidung trug der Tatsache Rechnung, dass Frankfurt räumlich wesentlich näher an Hanau lag als Kassel. Mit dem Einmarsch der amerikanischen Truppen in Kassel am 4. April 1945 wurde das Gericht aufgelöst.
Im Rahmen der Bildung des neuen Bundeslandes Groß-Hessen nach dem Zweiten Weltkrieg wurde entschieden, kein neues Oberlandesgericht in Kassel zu errichten. Sein Sprengel wurde dem des OLG Frankfurt zugeschlagen, welches seitdem für das ganze Bundesland zuständig ist. In Kassel verblieben lediglich Außensenate des Frankfurter Gerichtes.

## Nachgelagerte Gerichte
Das Landgericht Hanau verfügte ursprünglich über 22 Amtsgerichte.
| Amtsgericht               | Sitz                    | Erläuterungen |
| ------------------------- | ----------------------- | --- |
| Amtsgericht Bergen        | Bergen (Bergen-Enkheim) | am 7. November 1936 Teil des neuen Amtsgericht Bergen-Enkheim, dieses wurde am 15. Juni 1943 stillgelegt und dem Amtsgericht Frankfurt am Main angeschlossen                      |
| Amtsgericht Bieber        | Bieber (Biebergemünd)   | zum 1. Oktober 1932 aufgelöst und dem Amtsgericht Gelnhausen zugeordnet |
| Amtsgericht Birstein      | Birstein                | zum 1. Oktober 1932 aufgelöst und dem Amtsgericht Wächtersbach zugeordnet |
| Amtsgericht Burghaun      | Burghaun                | zum 1. Oktober 1932 aufgelöst und zwischen den Amtsgerichten Eiterfeld und Langenselbold aufgeteilt                                                                               |
| Amtsgericht Eiterfeld     | Eiterfeld               | am 15. Juni 1943 dem Amtsgericht Hünfeld zugeordnet und 1945 aufgehoben |
| Amtsgericht Fulda         | Fulda                   | ab dem 1. Oktober 1944 von Landgericht Hanau dem Landgericht Kassel überwiesen, seit 1949 dem Landgericht Fulda zugeordnet                                                        |
| Amtsgericht Gelnhausen    | Gelnhausen              | besteht |
| Amtsgericht Großenlüder   | Großenlüder             | zum 1. Oktober 1932 aufgelöst und dem Amtsgericht Fulda zugeordnet |
| Amtsgericht Hanau         | Hanau                   | besteht |
| Amtsgericht Hilders       | Hilders                 | am 15. Juni 1944 dem Amtsgericht Fulda zugeordnet |
| Amtsgericht Hünfeld       | Hünfeld                 | am 1. Oktober 1944 Überweisung an das Landgericht Kassel, ab 1949 zum Landgericht Fulda                                                                                           |
| Amtsgericht Langenselbold | Langenselbold           | zum 15. Juni 1943 dem Amtsgericht Hanau zugeordnet, ab 1945 wieder selbstständiges Amtsgericht, zum 1. Juli 1968 aufgehoben                                                       |
| Amtsgericht Meerholz      | Meerholz                | zum 1. Oktober 1932 aufgelöst und dem Amtsgericht Gelnhausen zugeordnet |
| Amtsgericht Neuhof        | Neuhof                  | zum 1. Oktober 1932 aufgelöst und dem Amtsgericht Fulda zugeordnet |
| Amtsgericht Orb           | Bad Orb                 | 1909 Umbenennung in Amtsgericht Bad Orb, am 15. Juni 1943 dem Amtsgericht Gelnhausen zugeordnet, seit Herbst 1945 wieder selbstständiges Amtsgericht, zum 1. Juli 1968 aufgehoben |
| Amtsgericht Salmünster    | Salmünster              | am 15. Juni 1943 dem Amtsgericht Schlüchtern zugeordnet, seit Herbst 1945 wieder selbstständiges Amtsgericht, zum 1. Juli 1968 aufgehoben                                         |
| Amtsgericht Schlüchtern   | Schlüchtern             | zum 1. Juli 1968 aufgelöst und dem Amtsgericht Gelnhausen zugeordnet |
| Amtsgericht Schwarzenfels | Schwarzenfels           | zum 1. Oktober 1932 aufgelöst und dem Amtsgericht Schlüchtern zugeordnet |
| Amtsgericht Steinau       | Steinau                 | am 15. Juni 1943 dem Amtsgericht Schlüchtern zugeordnet, seit Herbst 1945 wieder selbstständiges Amtsgericht zum 1. Juli 1968 aufgehoben                                          |
| Amtsgericht Wächtersbach  | Wächtersbach            | am 15. Juni 1943 dem Amtsgericht Gelnhausen zugeordnet, seit Herbst 1945 wieder selbstständiges Amtsgericht                                                                       |
| Amtsgericht Weyhers       | Weyhers                 | am 1. Juni 1933 in Amtsgericht Gersfeld umbenannt, am 15. Juni 1944 dem Amtsgericht Fulda zugeordnet                                                                              |
| Amtsgericht Windecken     | Windecken               | am 15. Juni 1946 dem Amtsgericht Hanau zugeordnet |

Das Landgericht Kassel verfügte ursprünglich über 34 Amtsgerichte.
| Amtsgericht                        | Sitz                   | Erläuterungen |
| ---------------------------------- | ---------------------- | --- |
| Amtsgericht Abterode               | Abterode               | zum 1. Oktober 1932 aufgelöst und auf die Amtsgerichte Allendorf und Eschwege verteilt |
| Amtsgericht Allendorf              | Bad Sooden-Allendorf   | zum 1. Juli 1928 Umbenennung in Amtsgericht Bad Sooden-Allendorf, zum 15. Juni 1943 stillgelegt und zur Zweigstelle des Amtsgerichts Witzenhausen erklärt, 1945 aufgehoben                                                                          |
| Amtsgericht Arolsen                | Bad Arolsen            | zum 15. Juni 1943 stillgelegt und zur Zweigstelle des Amtsgerichts Korbach erklärt, zum 1. Oktober 1947 wieder eigenständiges Amtsgericht |
| Amtsgericht Bischhausen            | Bischhausen            | zum 1. Oktober 1932 aufgelöst und auf die Amtsgerichte Eschwege, Sontra und Spangenberg verteilt |
| Amtsgericht Eschwege               | Eschwege               | besteht |
| Amtsgericht Felsberg               | Felsberg               | zum 15. Juni 1943 stillgelegt und zur Zweigstelle des Amtsgerichts Melsungen erklärt, zum 20. Dezember 1945 wieder eigenständiges Amtsgericht |
| Amtsgericht Friedewald             | Friedewald             | zum 15. Juni 1943 stillgelegt und dem Amtsgericht Hersfeld angegliedert |
| Amtsgericht Fritzlar               | Fritzlar               | besteht |
| Amtsgericht Grebenstein            | Grebenstein            | zum 15. Juni 1943 stillgelegt und zur Zweigstelle des Amtsgerichts Hofgeismar erklärt und 1945 aufgehoben |
| Amtsgericht Großalmerode           | Großalmerode           | zum 15. Juni 1943 stillgelegt und zur Zweigstelle des Amtsgerichts Witzenhausen erklärt und vor 1945 aufgehoben |
| Amtsgericht Gudensberg             | Gudensberg             | zum 15. Juni 1943 stillgelegt und zur Zweigstelle des Amtsgerichts Fritzlar erklärt |
| Amtsgericht Hersfeld               | Bad Hersfeld           | Umbenennung am 4. März 1949 in Amtsgericht Bad Hersfeld, am 1. November 1949 zum Landgericht Fulda |
| Amtsgericht Hofgeismar             | Hofgeismar             | zum 1. Januar 2005 aufgehoben und dem Amtsgericht Kassel zugeordnet |
| Amtsgericht Karlshafen             | Bad Karlshafen         | zum 15. Juni 1943 stillgelegt und zur Zweigstelle des Amtsgerichts Hofgeismar erklärt, zum 1. Februar 1949 wieder eigenständiges Amtsgericht, zum 1. Juli 1968 zur Zweigstelle des Amtsgerichts Hofgeismar erklärt und zum 1. April 1969 aufgehoben |
| Amtsgericht Kassel                 | Kassel                 | besteht |
| Amtsgericht Korbach                | Korbach                | besteht |
| Amtsgericht Lichtenau              | Hessisch-Lichtenau     | am 3. August 1889 Umbenennung in Amtsgericht Hessisch-Lichtenau, zum 15. Juni 1943 stillgelegt und zur Zweigstelle des Amtsgerichts Witzenhausen erklärt und 1945 aufgehoben                                                                        |
| Amtsgericht Melsungen              | Melsungen              | besteht |
| Amtsgericht Naumburg               | Naumburg               | zum 15. Juni 1943 stillgelegt und zur Zweigstelle des Amtsgerichts Kassel erklärt, ab 1945 Zweigstelle des Amtsgerichts Wolfhagen |
| Amtsgericht Nentershausen          | Nentershausen          | zum 1. Oktober 1932 aufgelöst und auf die Amtsgerichte Rotenburg an der Fulda und Sontra verteilt |
| Amtsgericht Netra                  | Netra                  | zum 1. Oktober 1932 aufgelöst und auf die Amtsgerichte Eschwege und Sontra verteilt, am 1. Oktober 1933 als Zweigstelle des Amtsgerichts Eschwege wiederhergestellt                                                                                 |
| Amtsgericht Niederaula             | Niederaula             | zum 1. Oktober 1932 aufgelöst und auf die Amtsgerichte Hersfeld und Oberaula verteilt, am 1. Oktober 1933 als Zweigstelle des Amtsgerichts Oberaula wiederhergestellt                                                                               |
| Amtsgericht Oberkaufungen          | Oberkaufungen          | zum 15. Juni 1943 stillgelegt und zur Zweigstelle des Amtsgerichts Kassel erklärt |
| Amtsgericht Rotenburg an der Fulda | Rotenburg an der Fulda | zum 31. Dezember 2011 aufgehoben |
| Amtsgericht Schenklengsfeld        | Schenklengsfeld        | zum 15. Juni 1943 stillgelegt und dem Amtsgericht Hersfeld zugeordnet |
| Amtsgericht Sontra                 | Sontra                 | zum 1. Juni 1976 in eine Zweigstelle des Amtsgerichts Eschwege umgewandelt, zum 1. November 2003 aufgehoben |
| Amtsgericht Spangenberg            | Spangenberg            | zum 15. Juni 1943 stillgelegt und zur Zweigstelle des Amtsgerichts Melsungen erklärt, ab dem 11. Dezember 1945 wieder selbstständiges Amtsgericht                                                                                                   |
| Amtsgericht Veckerhagen            | Veckerhagen            | zum 1. Oktober 1932 aufgelöst und auf die Amtsgerichte Grebenstein, Hofgeismar und Karlshafen verteilt |
| Amtsgericht Volkmarsen             | Volkmarsen             | zum 15. Juni 1943 stillgelegt und dem Amtsgericht Wolfhagen zugeordnet. |
| Amtsgericht Wanfried               | Wanfried               | |
| Amtsgericht Bad Wildungen          | Bad Wildungen          | zum 15. Juni 1943 stillgelegt und zur Zweigstelle des Amtsgerichts Korbach erklärt, ab dem 1. Dezember 1946 wieder selbstständiges Amtsgericht |
| Amtsgericht Witzenhausen           | Witzenhausen           | zum 1. Januar 2005 aufgehoben und dem Amtsgericht Eschwege zugeordnet |
| Amtsgericht Wolfhagen              | Wolfhagen              | zum 1. Januar 2005 aufgehoben und dem Amtsgericht Kassel zugeordnet |
| Amtsgericht Zierenberg             | Zierenberg             | zum 1. Oktober 1932 aufgelöst und dem Amtsgericht Wolfhagen zugeordnet |
| Amtsgericht Fulda                  | Fulda                  | ab dem 1. Oktober 1944 von Landgericht Hanau dem Landgericht Kassel überwiesen, seit 1949 dem Landgericht Fulda zugeordnet |
| Amtsgericht Hünfeld                | Hünfeld                | ab dem 1. Oktober 1944 von Landgericht Hanau dem Landgericht Kassel überwiesen, seit 1949 dem Landgericht Fulda zugeordnet |

Das Landgericht Marburg verfügte ursprünglich über 20 Amtsgerichte.
| Amtsgericht                    | Sitz               | Erläuterungen |
| ------------------------------ | ------------------ | --- |
| Amtsgericht Amöneburg          | Amöneburg          | zum 1. Oktober 1932 aufgehoben und dem Amtsgericht Kirchhain zugeordnet |
| Amtsgericht Battenberg         | Battenberg         | ab 15. Juli 1943 Zweigstelle des Amtsgerichts Frankenberg (Eder), zum 1. Juli 1970 aufgelöst                                                                                            |
| Amtsgericht Biedenkopf         | Biedenkopf         | zwischen 1944 und 1949 dem Landgericht Limburg nachgeordnet, besteht |
| Amtsgericht Borken (Hessen)    | Borken (Hessen)    | ab 15. Juli 1943 Zweigstelle des Amtsgerichts Homberg (Efze), ab 1. April 1948 wieder selbstständig, zum 1. Juli 1986 Zweigstelle des Amtsgerichts Fritzlar, zum 1. Juli 1970 aufgelöst |
| Amtsgericht Frankenberg (Eder) | Frankenberg (Eder) | besteht |
| Amtsgericht Fronhausen         | Fronhausen         | ab 15. Juli 1943 Zweigstelle des Amtsgerichts Marburg |
| Amtsgericht Gemünden (Wohra)   | Gemünden           | am 1. Oktober 1933 neu gebildet, ab 15. Juli 1943 Zweigstelle des Amtsgerichts Kirchhain                                                                                                |
| Amtsgericht Gladenbach         | Gladenbach         | zwischen 1944 und 1949 dem Landgericht Limburg nachgeordnet, zum 1. Juli 1986 Zweigstelle des Amtsgerichts Biedenkopf                                                                   |
| Amtsgericht Homberg (Efze)     | Homberg (Efze)     | 2006 aufgelöst |
| Amtsgericht Jesberg            | Jesberg            | zum 15. Juli 1943 stillgelegt und dem Amtsgericht Homberg (Efze) zugeordnet |
| Amtsgericht Kirchhain          | Kirchhain          | besteht |
| Amtsgericht Marburg            | Marburg            | besteht |
| Amtsgericht Neukirchen         | Neukirchen         | ab 15. Juli 1943 Zweigstelle des Amtsgerichts Treysa, ab 30. März 1946 wieder selbstständig, zum 1. Juli 1986 Zweigstelle des Amtsgerichts Treysa                                       |
| Amtsgericht Neustadt (Hessen)  | Neustadt (Hessen)  | ab 15. Juli 1943 Zweigstelle des Amtsgerichts Kirchhain |
| Amtsgericht Oberaula           | Oberaula           | ab 15. Juli 1943 Zweigstelle des Amtsgerichts Treysa, ab 1946 zum Amtsgericht Neukirchen                                                                                                |
| Amtsgericht Rauschenberg       | Rauschenberg       | zum 1. Oktober 1932 aufgelöst und dem Amtsgericht Kirchhain zugeordnet |
| Amtsgericht Rosenthal          | Rosenthal          | zum 1. Oktober 1932 aufgelöst und den Amtsgerichten Frankenberg (Eder) und Jesberg zugeordnet                                                                                           |
| Amtsgericht Treysa             | Treysa             | ab 1970 Amtsgericht Schwalmstadt, besteht |
| Amtsgericht Vöhl               | Vöhl               | zum 1. Oktober 1932 aufgelöst und auf die Amtsgerichte Frankenberg und Korbach aufgeteilt                                                                                               |
| Amtsgericht Wetter (Hessen)    | Wetter (Hessen)    | ab 15. Juli 1943 Zweigstelle des Amtsgerichts Marburg, ab 30. Februar 1946 wieder selbstständig, zum 1. Juli 1946 endgültig aufgehoben                                                  |
| Amtsgericht Ziegenhain         | Ziegenhain         | ab 15. Juli 1943 Zweigstelle des Amtsgerichts Treysa, 1945 endgültig aufgehoben |

## Gerichtsgebäude
Seit 1746 hatte das Gericht seinen Sitz im linken Flügel des Renthof-Gebäudes. 1879 bis 1944 hatte das Gericht den Sitz im 1879 neu erbauten und 1944 im Krieg zerstörten Gerichts- und Regierungsgebäude in Kassel, in dem auch das Landgericht seinen Sitz hatte.

## Richter

### Präsidenten des OLG Kassel
- August Michael Mager (1879–1884)
- Ludwig Friedrich Wilhelm Consbruch (1884–1886)
- Max Ernst Eccius (1887–1905)
- Leopold von Hassell (1905–1913)
- Max Greiff (1913–1917)
- Hans Fritsch (1917–1925)
- Heinrich Anz (1925–1933)
- Kurt Delitzsch (1933–1945)[8]

### Vizepräsidenten des OLG Kassel
- Karl Martin (1930–etwa 1934)
- August Auffarth (1934–1945)

### Senatspräsidenten am OLG Kassel
- Carl Wangemann (1879–1880)[9]
- Karl Martin (1924–1930)
- Wilhelm Petri (ab 1881)

### Oberlandesgerichtsräte am OLG Kassel
- Martin (ab 1879)
- Schultze (ab 1879)
- Otto Gustav Klingender (ab 1879)[10]
- Köhler (ab 1879)
- Herz (ab 1879)
- Büstroff (ab 1879)
- Bertram (ab 1879)
- Otto Suppes (1879–1889)
- Walter von Hagens (1913–1920)
- Otto Palandt (1919–1933)
- Philipp Daltrop (1919–1924) anschließend LG-Präsident